# Parachaeturichthys
Parachaeturichthys is een geslacht van straalvinnige vissen uit de familie van grondels (Gobiidae). Het geslacht is voor het eerst wetenschappelijk beschreven in 1874 door Bleeker.

## Soorten
- Parachaeturichthys ocellatus (Day, 1873)
- Parachaeturichthys polynema (Bleeker, 1853)